# Estaminet

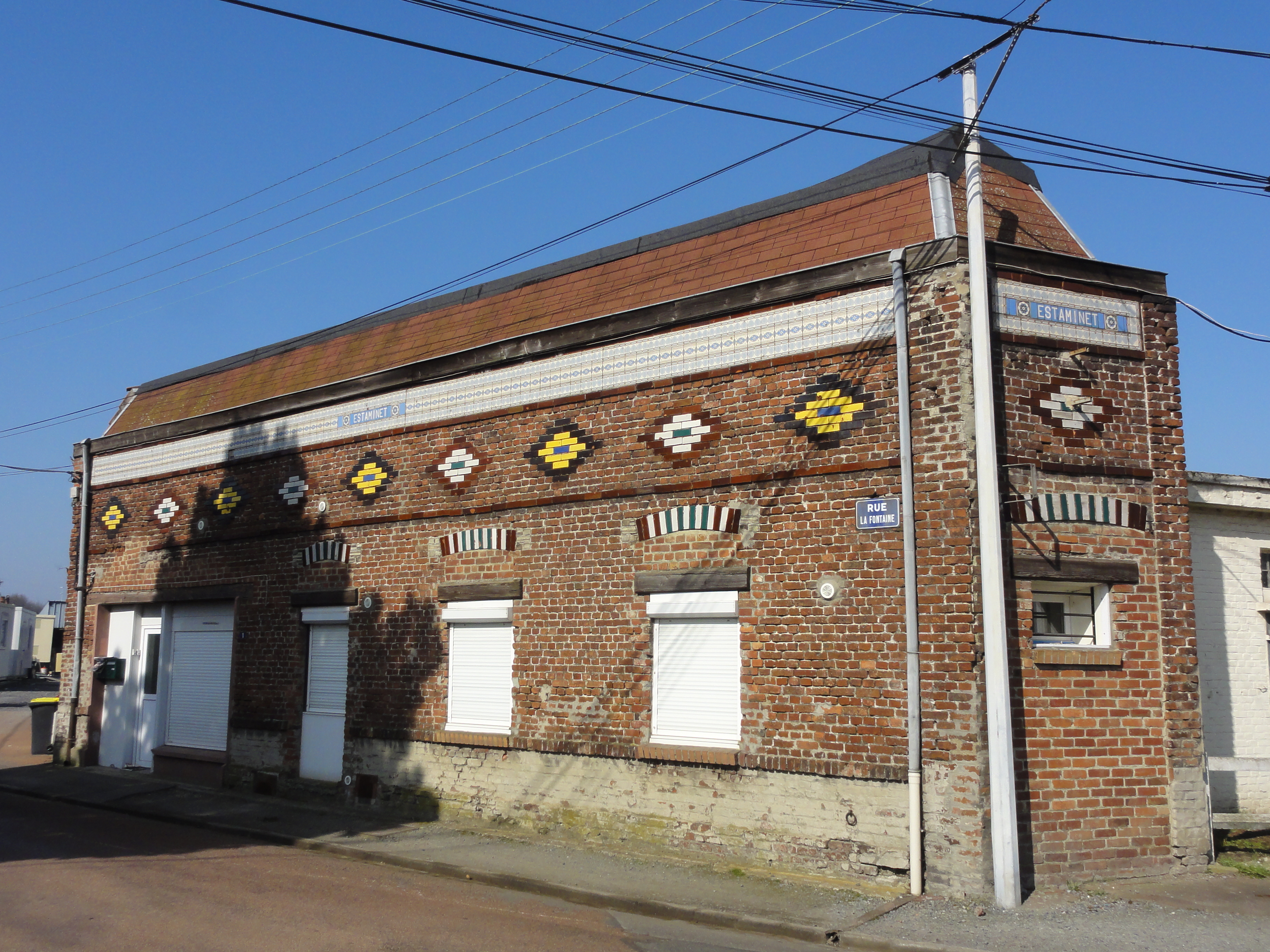
Oude herberg in Dourges

Estaminet is een in onbruik geraakt Belgisch woord (zowel Vlaams als Waals) voor volkscafé, kroeg, herberg. In Vlaanderen gebruikt men meestal de variant staminee. In Noord-Frankrijk (onder andere Frans-Vlaanderen) is het nog in gebruik. Het woord zou vanuit het Picardisch in het Waals en zo in het Vlaams zijn terechtgekomen. Victor Hugo gebruikte, naast andere Waalse woorden, het woord estaminet in zijn naturalistische romans die zich in het noorden van zijn land afspelen.
Estaminet is ook de titel van een kortverhaal van Gerard Walschap. 
Er bestaat ook een Belgische pils, Estaminet Premium Pils, gebrouwen door Brouwerij Palm te Steenhuffel.